# Tengiz Burdzjanadze-stadion
Tengiz Burdzjanadze-stadion är en fotbollsstadion i den georgiska staden Gori. Stadion är hemmastadion till Dila Gori. Den har, sedan en ombyggnad till sittplatser, en kapacitet för 5 000 åskådare, men har tidigare haft en betydligt högre kapacitet.
Det har spelats landskamper på stadion. I november 2021 spelade Georgiens herrar en vänskapsmatch mot Uzbekistan där (1–0), och under 2022 spelade Georgiens damer kvalmatcher till VM mot Sverige (0–15) och Irland (0–9) på arenan. Även fem matcher i U19-Europamästerskapet i fotboll 2017, däribland finalen, avgjordes här. 
Stadion är döpt efter Tengiz Burdzjanadze, född 1947, en georgisk fotbollsspelare (anfallare) som spelade i FK Dinamo Tbilisi på 1970-talet, och hade Dila Gori som moderklubb.